# Volkswagen Sharan II
Volkswagen Sharan II og søstermodellen SEAT Alhambra er en bilmodel fra Volkswagen. Bilen er teknisk set baseret på Volkswagen Passat B6 og er efterfølger for Sharan I.
Modellen introduceredes på Geneve Motor Show 2010 og kom ud til forhandlerne den 3. september 2010 (Sharan) hhv. 2. oktober 2010 (Alhambra).

## Design
Modellen er designet af Walter Maria de’Silva og Klaus Bischoff. Såvel ind- som udvendigt genfindes stilelementer fra Touareg, mens fronten ligner Golf Plus. I modsætning til forgængeren er Sharan II udstyret med et skydedørssystem, som betjenes manuelt eller mod merpris elektrisk.

## Teknik
Start/stop-system og bremseenergigenvinding bidrager til nedsættelse af brændstofforbruget. En yderligere teknisk detalje er den adaptive undervognsregulering, af Volkswagen benævnt Dynamic Chassis Control (DCC). Kraftoverførslen foregår gennem en sekstrins manuel gearkasse eller en sekstrins DSG-gearkasse. Siden 2011 fås også en firehjulstrukket 4Motion-udgave.

## Motorer
| Model                         | Cylindre | Ventiler | Slagvolume cm³ | Max. effekt kW (hk) / omdr. | Max. drejningsmoment Nm / omdr. | 0-100 km/t sek. | Topfart km/t | Byggeår          |
| ----------------------------- | -------- | -------- | -------------- | --------------------------- | ------------------------------- | --------------- | ------------ | ---------------- |
| Benzinmotorer                 |          |          |                |                             |                                 |                 |              |                  |
| 1.4 TSI BlueMotion Technology | 4        | 16       | 1390           | 110 (150) / 5800            | 240 / 1750 − 4000               | 9,9 − 10,7      | 197          | 5/2010 −         |
| 2.0 TSI                       | 4        | 16       | 1984           | 147 (200) / 5100            | 280 / 1700 − 5000               | 8,3             | 221          | 11/2010 −        |
| Dieselmotorer                 |          |          |                |                             |                                 |                 |              |                  |
| 2.0 TDI BlueMotion Technology | 4        | 16       | 1968           | 85 (115) / 4200             | 280 / 1750 − 2750               | 12,6            | 184          | 10/2011 −        |
| 2.0 TDI BlueMotion Technology | 4        | 16       | 1968           | 103 (140) / 4200            | 320 / 1750 − 2500               | 10,9 − 11,4     | 191 − 194    | 5/2010 −         |
| 2.0 TDI BlueMotion Technology | 4        | 16       | 1968           | 125 (170) / 4200            | 350 / 1750 − 2500               | 9,5 − 9,8       | 204 − 207    | 5/2010 − 12/2012 |
| 2.0 TDI BlueMotion Technology | 4        | 16       | 1968           | 130 (177) / 4200            | 380 / 1750 − 2500               | 9,3 − 9,6       | 206 − 208    | 1/2013 −         |

## Udstyr
Sharan II findes som fempersoners (2:3) eller som seks- (2:2:2) eller syvpersoners (2:3:2). Sæderne i begge de bageste rækker kan i modsætning til i forgængeren ikke tages ud hhv. eftermonteres.
Sharan findes i udstyrsvarianterne Trendline, Comfortline og Highline. Til standardudstyret hører i samtlige versioner syv airbags, ESP, elektrisk justerbare og opvarmelige sidespejle, elektrisk parkeringsbremse, bjergigangsætningsassistent samt børnesikring og el-ruder. På seks- og syvpersonersversionerne er trezonet klimaautomatik ligeledes standardudstyr. Mod merpris kan Sharan bl.a. udstyres med panoramaskydetag. I år 2012 kunne specialmodellen "MATCH" købes.

### Bagagerum
Ved en med EasyFold-systemet nedsænket tredje sæderække ligger bagagerumsvolumet på 711 liter. Hvis også anden sæderække nedfældes, ligger det på 2.297 liter.
Bagagerummet på fempersonersversionen har, heller ikke efter fremklapning af anden sæderække, ingen plan lasteflade. Under lastefladen er der monteret flade opbevaringsrum, hvilket har indflydelse på den tilladte lastfordeling.

### Sikkerhed
Modellen er i 2010 blevet kollisionstestet af Euro NCAP med et resultat på fem stjerner ud af fem mulige.